# 安德魯·卡波比安科
安德魯·卡波比安科（英語：Andrew Capobianco，1999年10月13日—），美國跳水運動員，他代表美國隊參加了日本舉行的2020年夏季奧林匹克運動會，並且在男子雙人3米跳板比賽上獲得銀牌。

## 外部連結
- 安德魯·卡波比安科的Instagram帳戶